# I Hate Boys
I Hate Boys è un brano musicale della cantante statunitense Christina Aguilera, pubblicato il 3 settembre 2010 dall'etichetta discografica RCA esclusivamente in Australia.
Il brano è stato scritto da Christina Aguilera insieme a Jamal Jones, Esther Dean, William Tyler, Bill Wellings e J.J. Hunter ed è stato prodotto da Polow Da Don. È stato estratto come singolo dall'album Bionic solamente in Australia e non è stato realizzato un video a supporto della canzone. Il brano rivendica la superiorità femminile e ridicolizza l'uomo abusivo.
Il brano ha ricevuto critiche per metà buone e per metà tiepide dai critici musicali; ci sono stati alcuni che hanno gradito il coro di sottofondo e lo hanno definito "una corazzata femminile", mentre altri ne hanno criticato il testo elementare.

## Descrizione
Contiene un sample del brano Jungle Juice del 1973 dell'artista elettronico Elektrik Cokernut. È un brano urban uptempo con elementi synthpop, elettropop e urban pop.

## Tracce
1. I Hate Boys – 2:24
2. Not Myself Tonight (Laidback Luke Radio Edit) – 3:38